# Kenji Sahara
Kenji Sahara (jap. 佐原健二 Sahara Kenji, ur. 14 maja 1932 w Kawasaki) właśc. Masayoshi Kato (jap. 加藤 正好 Kato Masayoshi) – japoński aktor.
Najbardziej znany z ról w filmach tokusatsu wytwórni Tōhō oraz Ultra Serii.

## Życiorys
Kenji Sahara urodził się w Kawasaki, w prefekturze Kanagawa. Był synem dziekana wydziału medycznego Uniwersytetu Świętej Marianny. W 1951 roku rozpoczął studia na Wydziale Prawa University Chuo po ukończeniu gimnazjum Kōgyoku-sha.
W 1953 roku, po zwycięstwie w konkursie organizowanym przez wydawnictwo Heibonsha, gdzie zdobył tytuł „Mr. Heibon”, został aktorem w ramach 6. edycji programu odkrywania nowych twarzy przez wytwórnię filmową Tōhō. Wstąpił do Toho Acting Research Institute, a po ukończeniu szkolenia w 1954 roku podpisał wyłączny kontrakt z wytwórnią. Wystąpił w reżyserowanych przez Ishirō Hondę filmach Saraba Rabauru oraz Godzilla, gdzie kolejno grał role dziennikarza i pasażera statku. W trakcie pracy poznał takich aktorów jak Akira Takarada i Akihiko Hirata, z którymi nawiązał przyjaźnie.
W 1956 roku zagrał główną rolę w filmie Rodan – ptak śmierci, również wyreżyserowanym przez Hondę. W tym czasie zmienił swój pseudonim z Tadao Ishihara na Kenji Sahara. Inspiracją do zmiany była popularność aktora Shūji Sano, a nazwisko „Kenji Sahara” zostało nadane mu przez Masamiego Fujimoto, ówczesnego starszego dyrektora wykonawczego Tōhō. Sahara kontynuował występy w wielu produkcjach studia Toho, takich jak Tajemniczy przybysze czy Bijo to Ekitai Ningen.
W 1964 roku, podczas kręcenia japońsko-amerykańskiego filmu Najodważniejsi z wrogów, Ishirō Honda i Eiji Tsuburaya odwiedzili Saharę na planie filmowym na hawajskiej wyspie Kauai. Zarekomendowali mu udział w nadchodzącym serialu telewizyjnym Tsuburayi Ultra Q, gdzie wcielił się w główną postać Juna Manjōme. Produkcja okazała się ogromnym sukcesem i przyczyniła się do powstania Ultramana. Po zakończeniu zdjęć do Ultra Q Sahara powrócił do produkcji kinowych, ale w 1967 roku, na zaproszenie najstarszego syna Tsuburayi, Hajime Tsuburayi, zagrał w serialu Ultraseven jako dowódca Take Nakamura. Sahara wielokrotnie występował w seriach Ultramana, Godzilli oraz innych produkcjach tokusatsu.
Po opuszczeniu Tōhō w 1976 roku kontynuował karierę aktorską, grając w popularnych serialach telewizyjnych takich jak Seibu Keisatsu (1979–1984) i School Wars (1984–1985). W latach 2004–2007 był związany z wytwórnią filmową Tsuburaya Productions. W serii filmów o Godzilli wystąpił łącznie w 13 produkcjach, począwszy od pierwszego filmu Godzilla (1954) do Godzilli: Ostatniej wojny (2004), co czyni go aktorem z największą liczbą występów w całej serii.

## Filmografia

### Filmy
- 1954: Saraba Rabauru – oficer marynarki
- 1954: Godzilla –
  - imprezowicz na promie,
  - dziennikarz
- 1955:Yuki No honō
- 1955: Seifuku no otome tachi – Hideya Fujiwara
- 1956: Ulica hańby
- 1956: Norihei no uwagi aigaku
- 1956: Tōkyō no hito sayōnara
- 1956: Rodan – ptak śmierci – Shigeru Kawamura
- 1956: Aoi me – Jirō Hayashi
- 1957: Meshiro Sanpei monogatari – Otsuka
- 1957: Zoku Sazae-san
- 1957: Wycieczka bez muzeum
- 1957: Daigaku no samurai tachi – Yamada
- 1957: Tajemniczy przybysze – Jōji Atsumi
- 1957: Yoru no kamome
- 1958: Hanayome sanjūsō
- 1958: Ōatari Tanuki Goten
- 1958: Kiuchi Yasuto
- 1958: Anzukko
- 1958: Bijo to Ekitai Ningen – dr Masada
- 1958: Wakai kemono
- 1958: Zokuzoku sarariman shussetai kôki
- 1958: Josei SOS
- 1958: Otona niwa wakaranai: Seishun hakusho
- 1959: Onna gokoro
- 1959: Gokigen musume
- 1959: Sarariman jikkai
- 1961: Mothra – pilot helikoptera
- 1962: Gorath – wicekpt. Saiki
- 1962: King Kong kontra Godzilla – Kazuo Fujita
- 1963: Atak ludzi grzybów – Senzō Koyama
- 1963: Atragon – Uoto Unno / agent specjalny Imperium Mu
- 1964: Mothra kontra Godzilla – Jirō Torahata
- 1964: Ghidorah – Trójgłowy potwór – redaktor naczelny Kanamaki
- 1965: Frankenstein Conquers the World – sprzeczający się policjant
- 1965: Najodważniejsi z wrogów – kpr. Fujimoto
- 1966: Pojedynek potworów – dr Yuzo Majida
- 1967: Syn Godzilli – Morio
- 1968: Zniszczyć wszystkie potwory – kmdr Nishikawa
- 1969: Rewanż Godzilli – ojciec Ichirō
- 1970: Kosmiczna Ameba – Makoto Obata
- 1972: Kage Gari Hoero Taiho
- 1974: Terror Mechagodzilli – kapitan wycieczkowca Queen Coral
- 1974: Karafuto 1945 Summer Hyosetsu no mon – Toshikazu Okaya
- 1975: Powrót Mechagodzilli – dowódca sił zbrojnych Segawa
- 1991: Godzilla kontra Król Ghidorah – minister obrony Takayuki Segawa
- 1993: Godzilla kontra Mechagodzilla II – sekretarz UNGCC Takayuki Segawa
- 1994: Godzilla kontra Kosmogodzilla – sekretarz UNGCC Takayuki Segawa
- 1998: Hitman – były szef yakuzy Tsukamoto
- 2004: Godzilla: Ostatnia wojna – prof. Hachirō Jingūji

### Seriale
- 1966: Ultra Q – Jun Manjome
- 1967-1968: Ultraseven – gen. TDF Takenaka
- 1971-1972: Powrót Ultramana – oficer sztabowy Sakate
- 1974: Nihon chinbotsu – oficer techniczny Nosue
- 1975: Ultraman Leo – Daisuke Nakamori (odc. 44)
- 1977-1982: Seibu Keisatsu (I seria) –
  - Kurata (odc. 228)
  - Kuwabara (odc. 338)
  - Kenmotsu Sakakibara (odc. 356)
  - Tamon Fujitadai (odc. 371)
  - Hikokurō Kayama (odc. 389)
  - Tayū Takashima-gun (odc. 456)
  - Wakita Mamoru (odc. 538)
  - Kisuke Itakura-ya (odc. 551)
  - Raimō Hayakawa (odc. 569)
- 1977: Daitetsujin 17 – Shinkichi Kobayashi (odc. 27)
- 1980-1981: Ultraman 80 – dr Shiroiono (15, 27-28)
- 1994-1999: Heisei Ultraseven – gen. TDF Takenaka Jinguji
- 2004: Sonic X – dr Atsumi (głos, odc.47-48)
- 2004-2005: Ultraman Nexus – przewodniczący TLT Tōgō
- 2006: Ultraman Max – Kenji Sahashi (odc. 29)
- 2007: Ultraman Mebius – najwyższy przewodniczący GUYS Takenaka (odc. 42-43)
- 2008: Superior Ultraman 8 Brothers – Jun Manjome1

Źródła: 